# Txistu (instrumento musical)
El chistu es un instrumento de viento propio del País Vasco, concretamente es una flauta de tres agujeros.

## Las flautas de tres agujeros en la música popular vasca
En todas las regiones del País Vasco la presencia de las flautas de tres agujeros es muy destacada desde hace mucho tiempo, con múltiples nombres, materiales, tendencias, estilos y funciones. Dos son principalmente conocidos en nuestro país: el txistu y la xirula. Entre los dos, el txistu es el más extendido y el que más variaciones tiene. La xirula, por el contrario, parece estar muy relacionada con el folclore de Zuberoa en los últimos tiempos, si bien se ha extendido algo desde los años 1970, tanto en extensión como en uso. Hoy en día, el txistu y la xirula aparecen por separado, y se presentan aquí también, pero si retrocedes en la historia, no existe tal diferencia. Ambas son esencialmente flautas con boquilla de tres agujeros, con diferentes estructuras, tendencias y funciones, pero utilizadas en dos áreas diferentes de la tradición, cada una de las cuales ha adquirido su propio carácter en muchos aspectos.

## Afinaciones
La diferencia más obvia entre los txistus y las xirulas que se utilizan hoy en día, al menos en términos de estructura, puede ser la longitud de los tubos: los txistus suelen ser instrumentos transpuestos en la tonalidad de fa o fa#, mientras que las xirulas están en la tonalidad de do (con tubos más cortos).

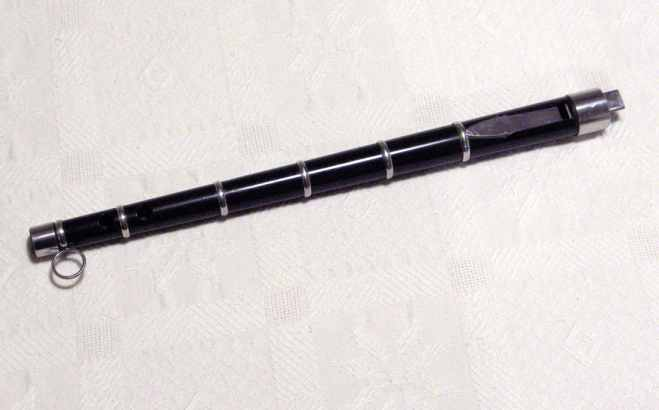
El txistu

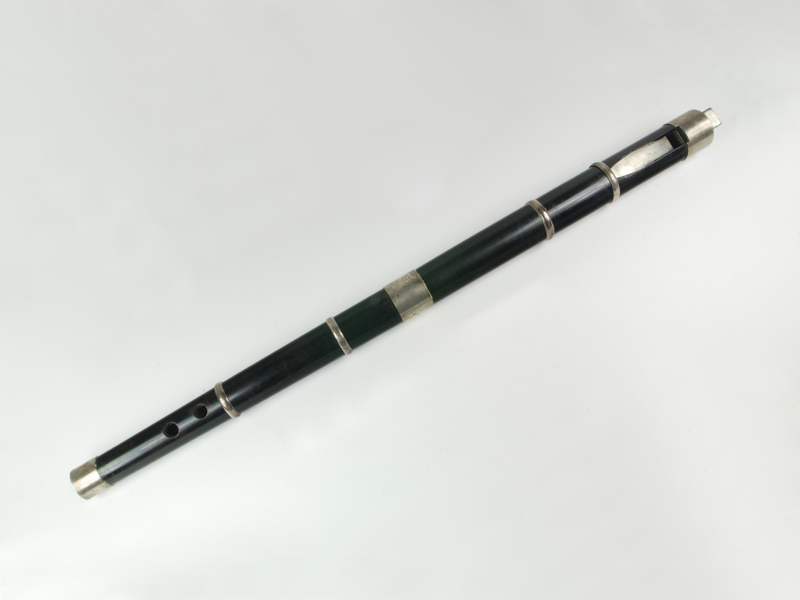
El silbote. De la colección de instrumentos de sonido JMBA. No. 1252

Mientras, en el siglo XVIII, en torno al txistu académico, se creó una flauta más larga que tomó el nombre de silbote, hoy instrumento de transposición en tonalidades sib o si. Y ya a finales del siglo XX, un grupo llamado Grupo Experimental de Txistu del Conservatorio de San Sebastián presentó flautas de tres agujeros en otras tonalidades: el llamado txistu txiki o txilibitu en el registro de soprano y el txistu handi o silbote handi en los bajos.. En 2014, Silboberri Elkartea fue quien presentó en un concierto en Durango el nuevo txistu bajo, un intervalo de octava superior al txistu normal. El txistulari Aitor Amilibia y el profesor de acústica Jesús Alonso comenzaron a investigar sobre la afinación del txistu en los años 90 y consiguieron importantes mejoras. Siguiendo con estos estudios, en 2014 Aitor Amilibia e Iñaki Imatz crearon los primeros txistus bajos.
Con la asociación de Txistularis también volvió la revista Txistulari y, a pesar de las dificultades, las actividades de los silbadores de antes de la guerra comenzaron a recuperarse: en 1957 se celebró en Basaurin la primera competición de grupos de txistularis y desde entonces se organiza un torneo cada año, entre las que destacan las de los niños silbadores que se comenzaron a celebrar en Zarauz en 1965. Los concursos de composición comenzaron en 1961. Y los desfiles se multiplicaron enseguida: según los datos recogidos de la revista Txistulari, se organizaron al menos 5 desfiles en 1957, 10 en 1958, y en 1959 ya eran 22 (uno de ellos, el primero, el de los Sanfermines de Pamplona), muchos de ellos en Bilbao y en la margen izquierda sobre todo.

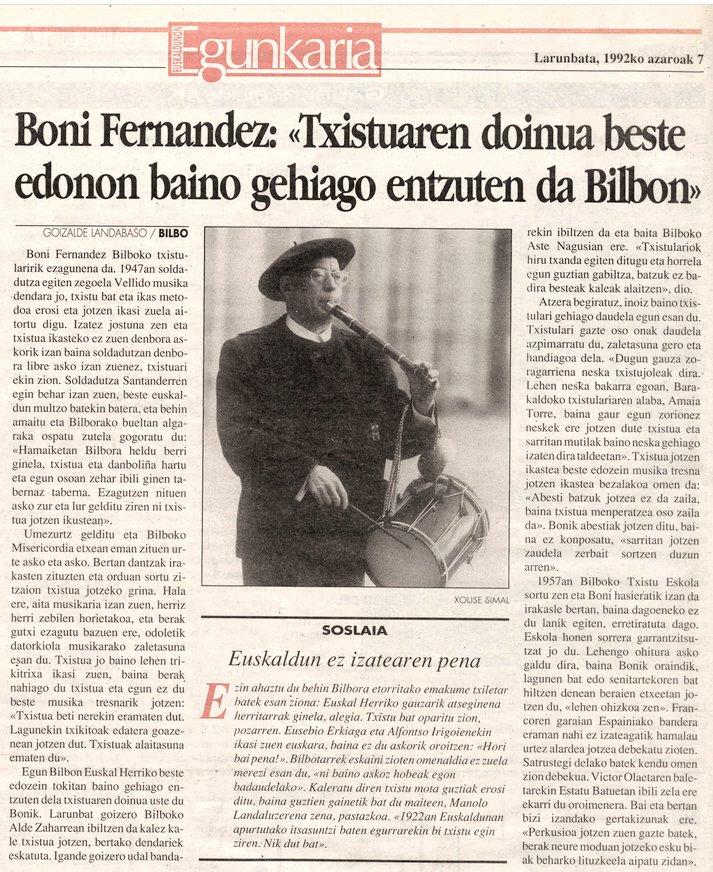
Boni Fernández, profesor de txistu de Bilbao (1992)

Isidro Ansorena se retiró en 1962, a los 70 años, pero siguió tocando hasta 1972. Murió en 1975, sentando las bases de la nueva era del txistu.
En pocos años empezaron a llegar al Conservatorio de San Sebastián txistularis de todo el País Vasco, y pronto los nuevos métodos y herramientas comenzaron a utilizarse en los Conservatorios de Grado Medio que se instalaron en todas las capitales.
El ejemplo más evidente de los cambios y avances que se están produciendo en el propio repertorio es probablemente la primera obra compuesta para orquesta de silbatos y sinfónica, el Concierto para txistu y orquesta de Tomás Aragüés, estrenado en 1984.
José Ignazio Ansorena dejaría el Conservatorio de San Sebastián en los años 90 para trabajar en la banda de pitos municipal (entre otros muchos trabajos), pero por aquel entonces la semilla plantada por el colegio de San Sebastián había empezado a dar sus frutos, y los txistularis han ido profundizando en su trabajo, en el siglo XXI, hasta la segunda década del siglo.
En 2001, cuando el Gobierno Vasco reunió a los Conservatorios Superiores de San Sebastián, Bilbao y Vitoria y puso en marcha Musikene, Aitor Amilibia ha sido el profesor de txistu allí. Anteriormente había pasado años en el Conservatorio Juan Crisostomo Arriaga de Bilbao, y desde 1998 es uno de los impulsores de la asociación que se llamaría primero Berziztu y luego Silboberri, que ha trabajado intensamente para crear y ampliar el repertorio musical de txistu contemporáneo desde entonces.

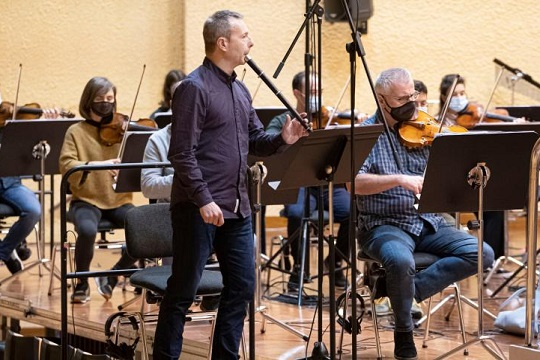
Garikoitz Mendizabal con la Orquesta Sinfónica de Euskadi.

Todos estos cambios han llegado no sólo a las escuelas de silbato, sino también a los conciertos y actuaciones de silbato. Los desfiles multitudinarios y los conciertos se han refinado más que se han multiplicado: se han ajustado los repertorios, se ha cuidado la afinación de los instrumentos y, en particular, se han desarrollado las posibilidades de trabajar con otros instrumentos sonoros, con el coro, órgano, piano, charanga, marimba y otros instrumentos y agrupaciones haciéndose comunes los conciertos con diferentes. Garikoitz Mendizabal, por ejemplo, continúa su empeño en ampliar su repertorio para txistu y orquesta en el último disco doble que grabó con la Orquesta Sinfónica de Euskadi en 2021.

## Iconografía
En las iglesias del País Vasco se pueden encontrar numerosos flautistas de una mano. A continuación se muestran algunos ejemplos:
- En la fachada principal del monasterio de Oliba de Carcastelo del del siglo XII, en el pórtico, sobre los cabezales de varillas de la cornisa aparecen varios personajes, entre ellos un músico que toca una flauta de una mano y un tamboril.
- La Catedral de Nuestra Señora de Pamplona XIV es un edificio gótico construido en el siglo XIX en el Casco Antiguo de Pamplona. En su iconografía aparecen imágenes de tres tamborileros. Una de las escenas es una sokadantza, donde aparecen juntos el pandero y el intérprete de la arrabita .
- También podemos encontrar muchos músicos en la Catedral de Santa María de Bayona. Allí se guardan  las únicas esculturas de músicos del País Vasco del siglo XIII; Por ejemplo, el músico que toca la flauta con una sola mano y el tamboril en el arquitrabe interior.

Un tamborilero de la catedral de Bayona, en la arquivolta interior.

Sokadantza de la catedral de Pamplona con tamborilero y rampante.

Tamborilero situado en la fachada principal del monasterio de la Oliva del en Carcastillo

## Txistularis famosos
- Alejandro Alberdi
- Isidro Ansorena
- Jose Ignazio Ansorena
- Tomás Aragüés
- Luis Aranburu
- Amaia Aroma
- Aitor Arozena
- Juan Mari Beltran
- Pierre Bordazaharre
- Maurizio Elizalde
- Txelu Etxebarria
- Bonifacio Fernandez
- Tomas Garbizu
- Ion Garmendia
- Polentzi Gezala
- José Maria Gonzalez Bastida
- Garikoitz Mendizabal
- Hilario Olazaran
- Iñaki Palacios
- Elena Pérez
- Rodrigo Alfredo de Santiago
- Pablo Sorozabal
- Martxel Tillous
- Luis Urteaga